# Oncidium cheirophorum
Oncidium cheirophorum är en orkidéart som beskrevs av Heinrich Gustav Reichenbach. Oncidium cheirophorum ingår i släktet Oncidium och familjen orkidéer. Inga underarter finns listade i Catalogue of Life.

## Bildgalleri

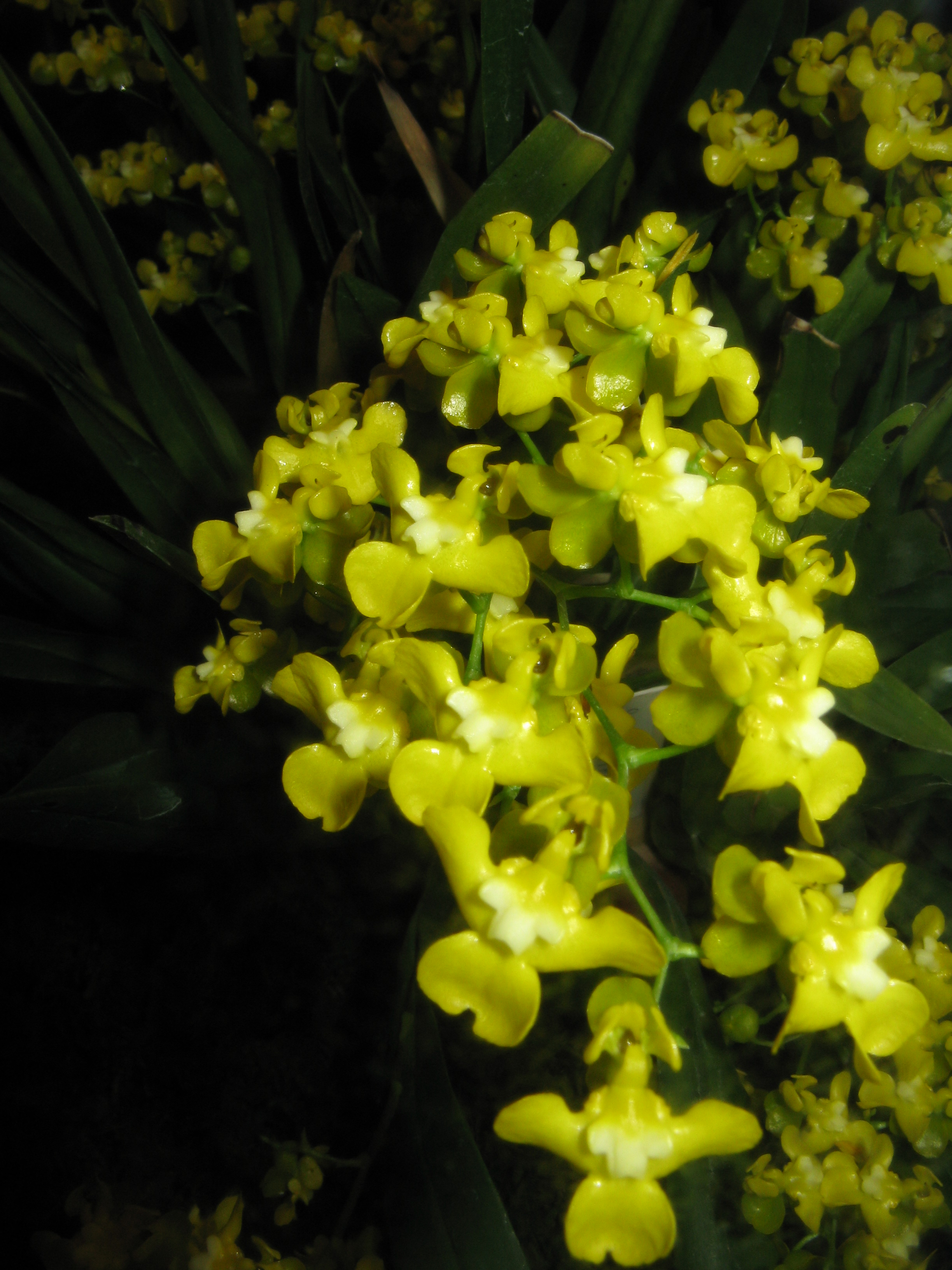
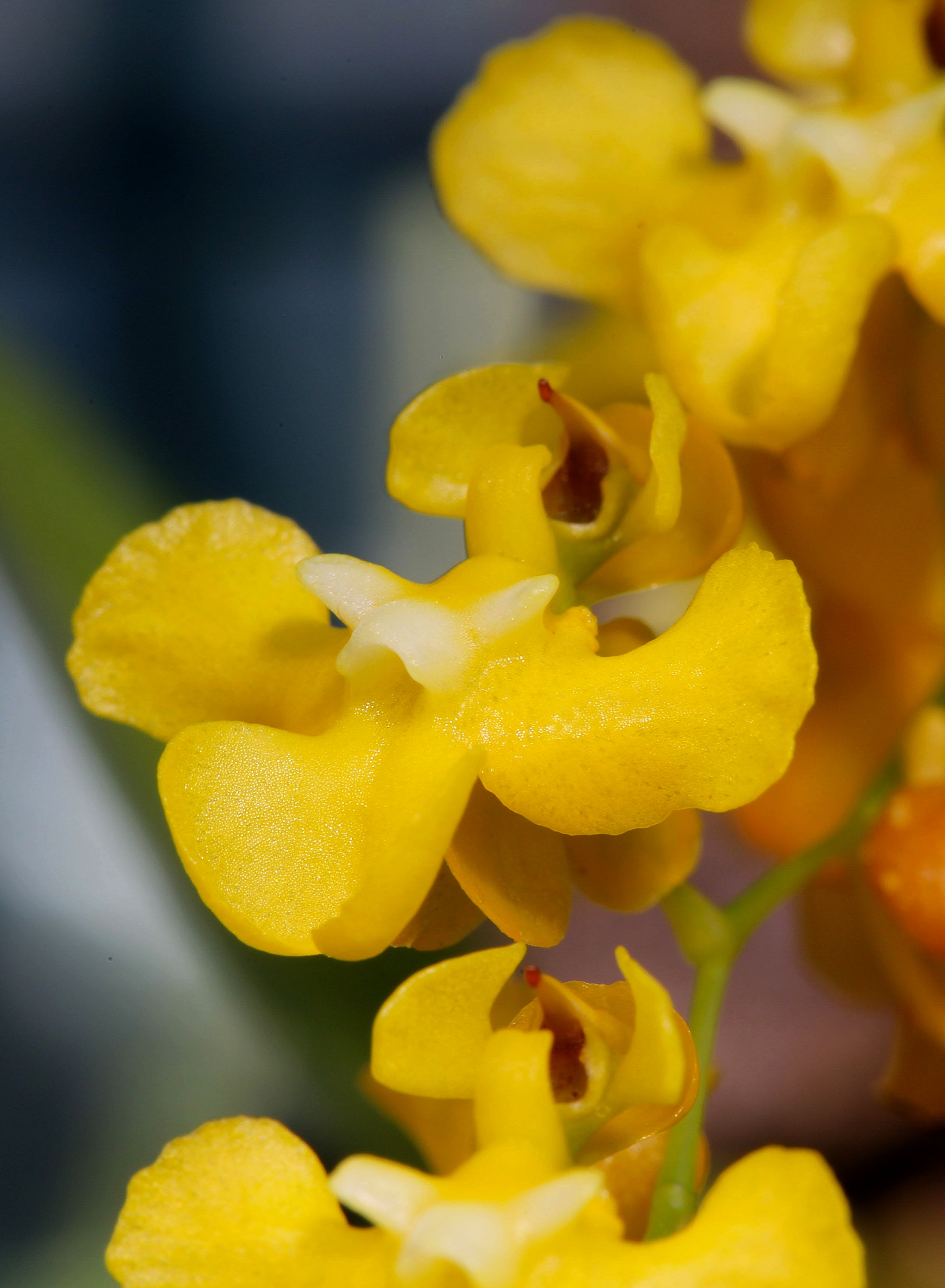
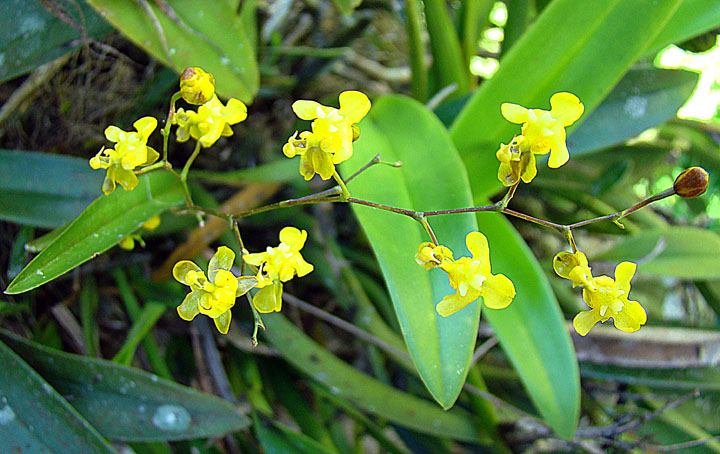
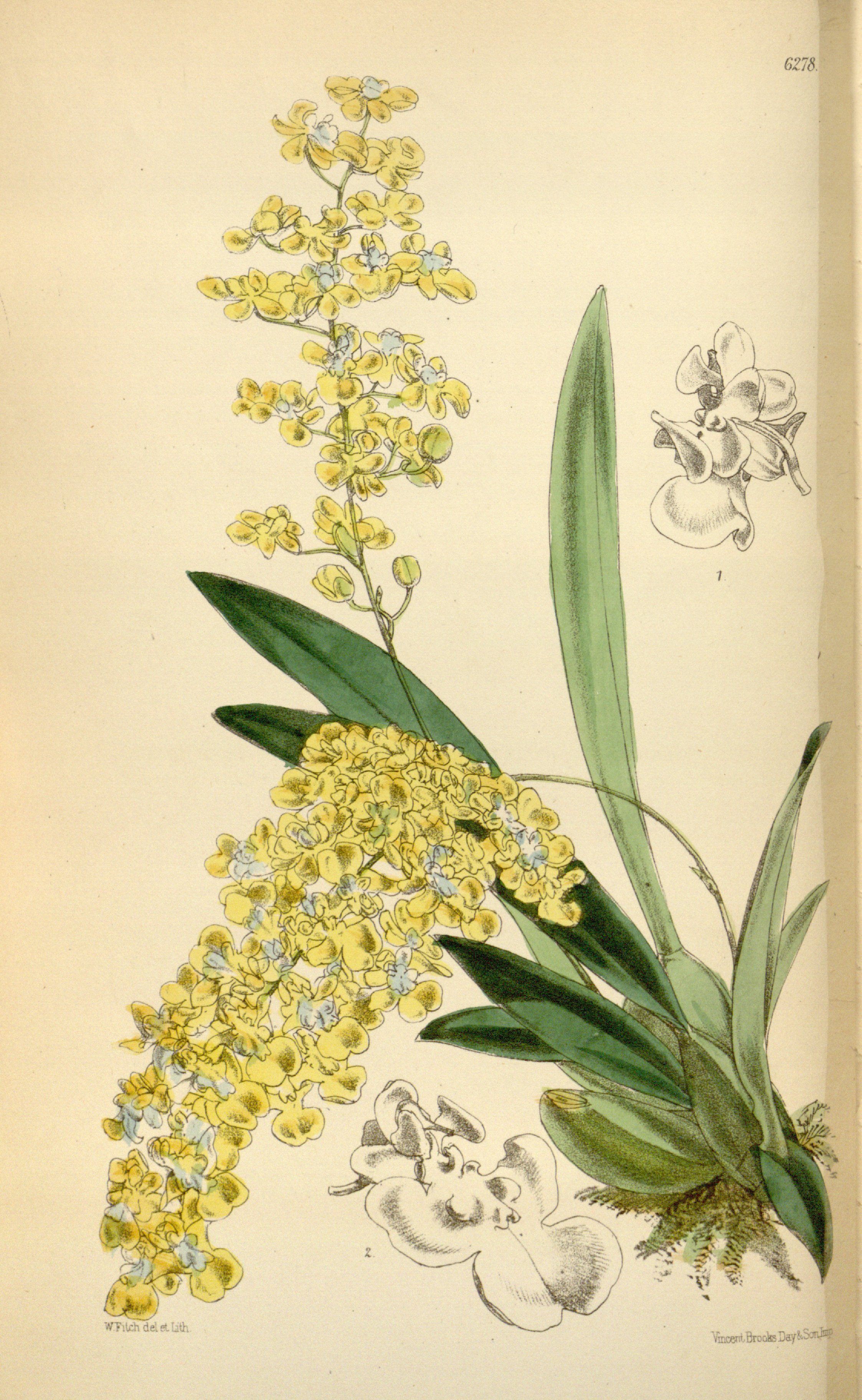